# Chongqing
Chongqing (重庆 în chineza simplificată, Chóngqìng în romanizarea pinyin) este un municipiu administrat direct în sud-vestul Chinei. Chongqing este unul dintre cele 4 municipii din China, fiind al treilea ca mărime dintre ele.
Municipiul este cel mai mare ca suprafață dintre cele 4 (Beijing,Shanghai,Tianjin)

## Personalități născute aici
- Lucien Bodard (1914 - 1998), reporter francez.

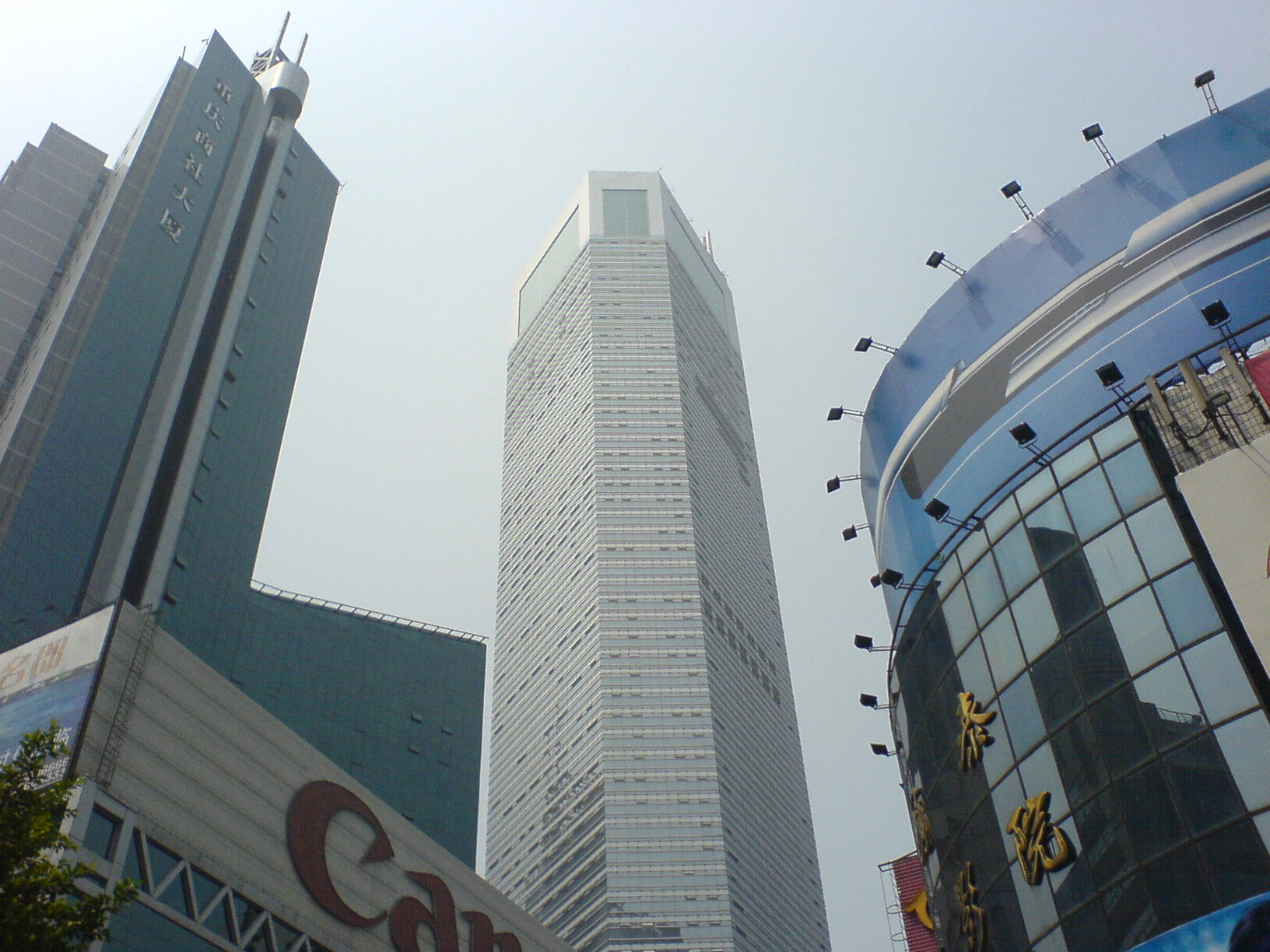
Zgârie-nori.
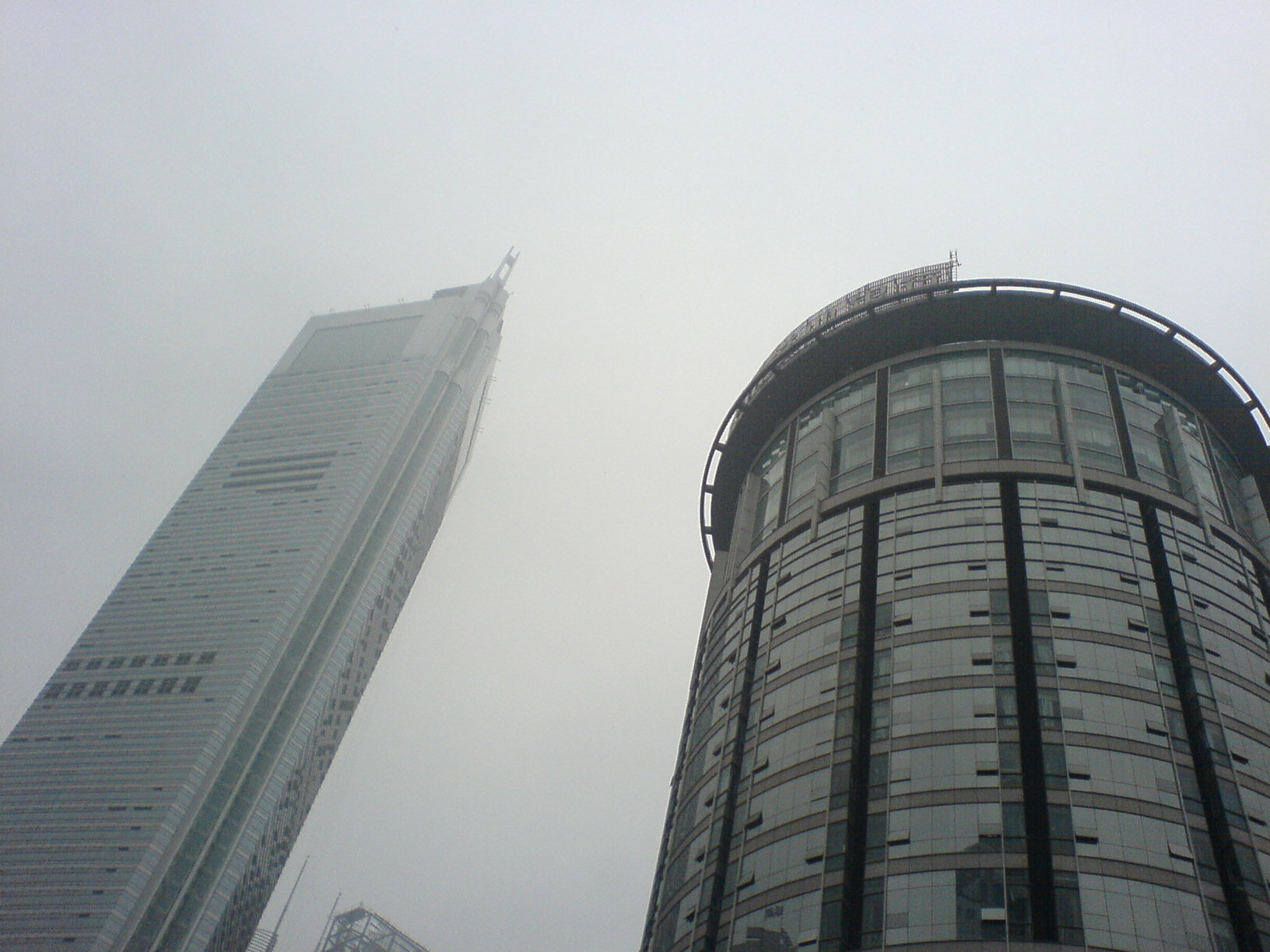
Clădiri moderne din Chongqing.
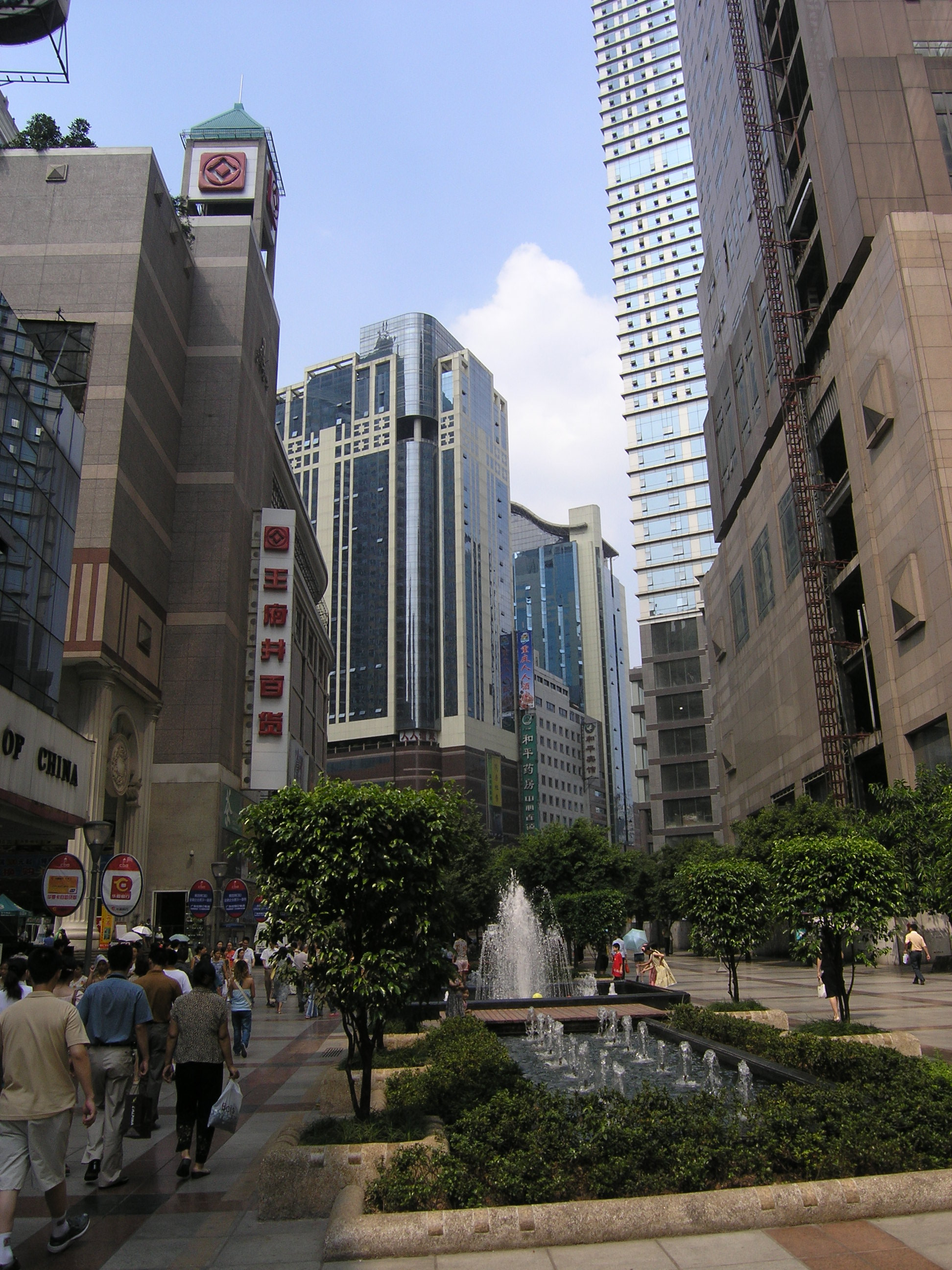
Zgârie-nori
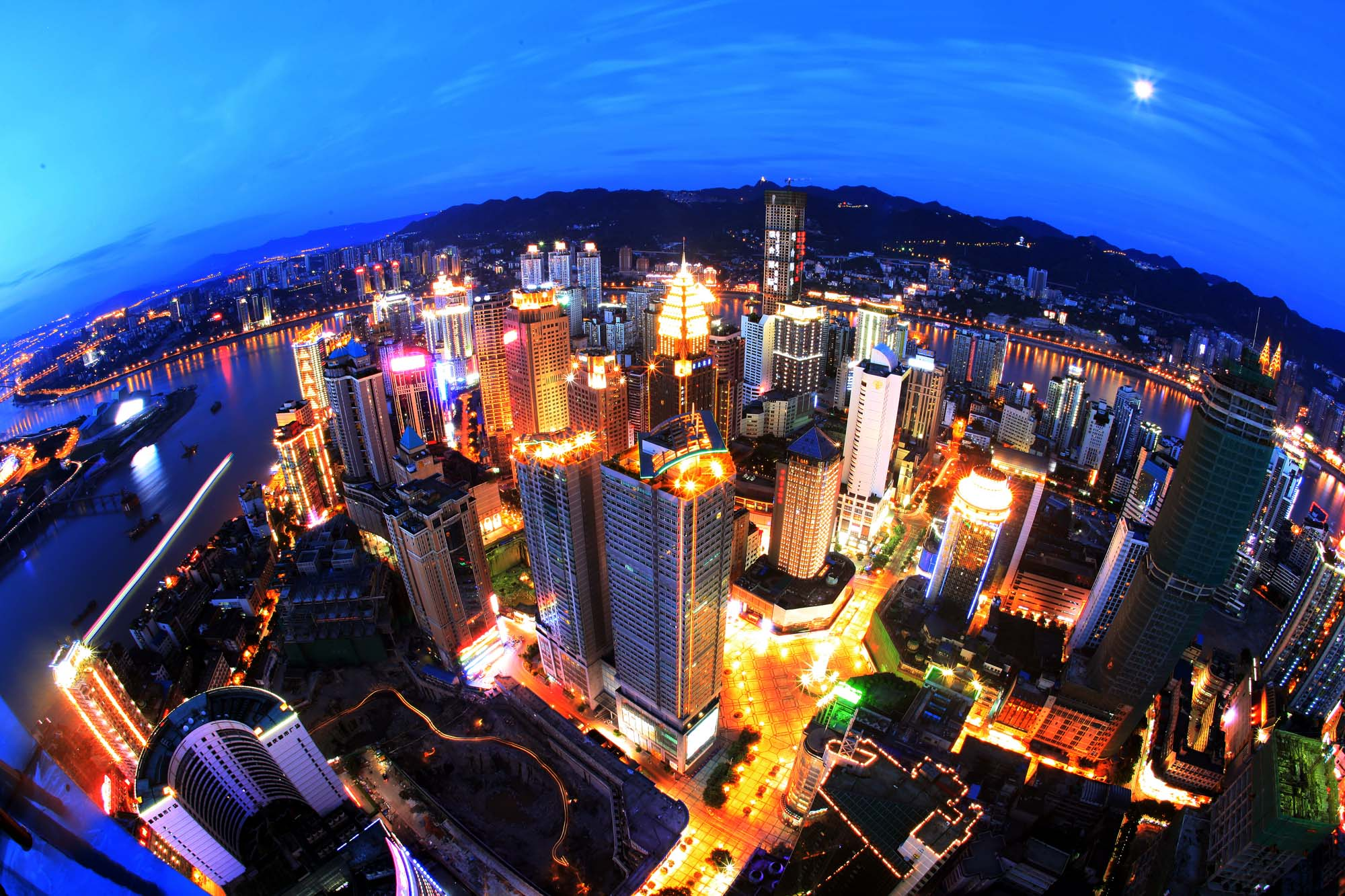
Zgârie-nori Yuzhong noaptea